# پرده بی‌خبری
پس پرده بی‌خبری(حجاب جهل) یکی از مفاهیم فلسفی است که فیلسوف لیبرال و کانت گرا، جان رالز در آثار خویش از جمله در مقاله «عدالت به مثابه انصاف» و کتاب نظریه‌ای دربارهٔ عدالت برجسته کرده‌است.
جان رالز با اشاره به «وضع نخستین»، «پس پرده بی‌خبری» را تشریح کرده‌است.

## وضع نخستین
منظور از وضع نخستین، وضعی فرضی و ایده‌آل است که در آن اصول عدالت گزینش می‌شود. در این وضع شرایطی وجود دارد که افراد جامعه بی‌خبر از موقعیت آینده خود، باید اصول زندگی اجتماعی را گزینش کنند.
جان رالز شرایط زیر را فرض می‌گیرد:
فرض کنیم هیچ‌کس هنوز آفریده نشده و ما در مرحله قبل از ورود به این دنیا هستیم و از ما سوال می‌شود اگر وارد جهان بشوید دلتان می‌خواهد کجا قرار بگیرید؟ این پرسش را وقتی از ما می‌کنند که از خیلی چیزها بی‌خبریم و نمی‌دانیم چه خواهیم شد و چه خواهیم کرد و موقعیت‌های مختلفی هم که در دنیا وجود دارد بر ما پوشیده است.
همه در پس پرده بی‌خبری هستیم و هیچ‌کس جایگاه اجتماعی، جنسیت، وضعیت طبقاتی یا مقام و موقع خود را نمی‌شناسد و نمی‌داند سهمش از موهبت‌ها و توانایی‌های طبیعی، هوش، قدرت و چیزهای دیگر چقدر است. هیچ‌کس نمی‌داند مفهومی که از خیر دارد چیست و میل و رغبت روان‌شناختی خاصش کدام است.
هیچ‌کس نمی‌داند سیاه است یا سفید، فقیر است یا غنی، دانشمند است یا بیسواد، زن است یا مرد، جوان است یا پیر، و نمی‌داند چه موقعیت اجتماعی و نژادی و… خواهد داشت.
جان رالز می‌گوید کسانیکه در پس پرده بی‌خبری هستند و از فردای خودشان بی‌خبرند، شرایطی را برای ورود به جهان پیشنهاد می‌کنند که این شرایط به ضررشان نباشد. هیچ‌کس چیزی که به زیان خودش باشد پیشنهاد نمی‌کند.
اگر این بی‌خبری وجود نداشته باشد هرکس اصولی را تحمیل می‌کند که به نفع خودش باشد؛ بنابراین این افراد به توافق و قرارداد نخواهند رسید.
همینکه افراد در پس پرده بی‌خبری هستند و از آینده بی‌خبر، ترغیب می‌شوند تصمیم‌های خود را مبتنی بر انصاف (عدم تبعیض) بگیرند و به دنبال قواعدی باشند که بتواند آزادی همه را تأمین کند و نابرابری‌ها به محرومیت افراد محروم نیفزاید.
وقتی پس پرده بی‌خبری هستیم و نمی‌دانیم فردا که وارد جهان می‌شویم کجا قرار خواهیم گرفت، قاعدتاً عدالت را آنچنان معنا و اعمال می‌کنیم که تبعیضی نماند.
جان رالز می‌گوید البته در جهان تساوی مطلق هم برقرار نمی‌شود، به‌هرحال یکی قوی‌تر است یکی ضعیف‌تر است.
. باید تا آنجا که دست ما است این چندگانگی و نابرابری‌ها را به خاطر خودمان هم که شده، رفع و رجوع کنیم.
به نظر جان رالز این افراد برای آنکه در کنار هم زندگی خوبی داشته باشند، قراردادهایی وضع می‌کنند که ناگزیر منصفانه است و همین جاست که «نظریه عدالت» او با مفهوم «انصاف» گره می‌خورد.

## رابرت نوزیک[۶]و نقدجان رالز
عمده‌ترین نقدی که به جان رالز شده، غیرقابل تحقق بودن جامعه فرضی او است. شرایطی که برای تحقق عدالت اجتماعی ترسیم کرده، اساساً فرضی، خیالی و ناشدنی است. حتی با فرض تحقق چنین جامعه‌ای، و تصمیم‌گیری افراد از پس پرده بی‌خبری باز هم نمی‌توان امیدی به تحقق عینی تصمیمات اخذ شده داشت. زیرا در هر صورت هنگامی که افرادی در جایگاه عینی ممتازی قرار گرفتند، امکان سوء استفاده از آن جایگاه و مقام وجود دارد و به همین صورت افرادی که به منزلت ویژه و ممتازی دست نیافته‌اند، امکان برهم زدن وضعیت فعلی از سوی آنان وجود دارد.
نظریه جان رالز خالی از اشکال نبود، به همین دلیل وی در سال ۱۹۹۳ با نوشتن کتاب دیگری به نام «لیبرالیسم سیاسی» کوشید نظریه‌اش را تکمیل کند.
فیلسوف آمریکایی، رابرت نوزیک که دیدگاه جان رالز را نقد کرده، گفته‌است: از این پس، هرگاه دربارهٔ عدالت سخن می‌گوییم یا باید رالزی باشیم یا بگوییم به چه دلیل نیستیم.
وی در برابر «عدالت به مثابه انصاف» که جان رالز پیش کشیده، از «عدالت به مثابه استحقاق» صحبت کرده و نظریه رالز در باب عدالت را نقد کرده‌است.